# Yamaha YZF-R1
Yamaha YZF-R1 — це японський спортивний мотоцикл виробництва Yamaha Motor Company.

## Історія
Починаючи з FZR1000 в 1988 році Ямаха представила кілька інженерних новинок для мотоциклів, включаючи алюмінієву раму «DeltaBox», передові впускні і випускні пристрої, в тому числі 5 клапанів на циліндр, і вихлопний електричний клапан EXUP. Корисна потужність двигуна була різко збільшена по всій області RPM, що дало одну з найбільш пологих кривих потужності для мотоциклів. Алюмінієва рама Deltabox в порівнянні зі сталевою була дуже легкою і жорсткою, як керованість, так і гальмівні якості у неї були відчутно кращими.
Протягом наступних чотирьох років Ямаха досягала значних продажів і успіхів в гонках, поки в 1992 році Хонда не надала CBR900RR Fireblade, який був, по суті, поєднанням шасі від моделі 600cc з розточеним двигуном від 750cc. Хоча Fireblade був не такий потужний, як FZR1000, але він був коротший і легший, що дало кращу керованість. Ямасі знадобилося чотири роки, щоб серйозно змінити вагу і потужність, представивши  YZF1000R «ThunderAce». Однак, YZF1000R як і раніше базувався на оригінальному двигуні Genesis, який був різко нахилений вперед, чому колісна база повинна була бути довшою, ніж у Fireblade.

## 1998
Ямаха випустила YZF-R1 після переробки, в результаті якої двигун Genesis змістив колінчастий вал і ведучий і вторинний вали коробки передач. Це «ущільнення» двигуна дало колосальний ефект - загальна довжина блоку двигуна стала дуже малою. Це дозволило значно скоротити колісну базу, що дало набагато кращу керованість і оптимізуваний центр тяжкості.
Модель Yamaha YZF-R1 була випущена в червоно-білому і синьому варіантах. В Європі синє забарвлення виявилася популярнішим і стало дефіцитним, до того ж ранні моделі відкликалися через проблеми зі зчепленням. Коефіцієнт стиснення у мотоцикла був 12.4:1. при 6-ступінчастій коробці передач. Сучасна Ямаха вважає R1 прикладом справжнього «Kando». («Kando» - це японське слово для позначення одночасних почуттів радості і хвилювання, яке відчуває людина, коли стикається з явищем виняткової цінності).

## 1999
Версія R1 1999 року демонструє мінімальні зміни, не рахуючи розмальовки та графіки. Помітні зміни були внесені в зчеплення і вісь коробки передач, яка подовжилася для кращого перемикання. Місткість резервного бака була обмежена з 5,5 літрів до 4, обсяг головного залишився колишнім, 18 літрів. Друге всесвітнє відкликання для зміни кріплення шланга охолодження, яке при активному використанні мотоцикла могло ослабнути, торкнувся ранньої моделі 1999 року і всі, вироблені в 1998 році.

## 2000–2001

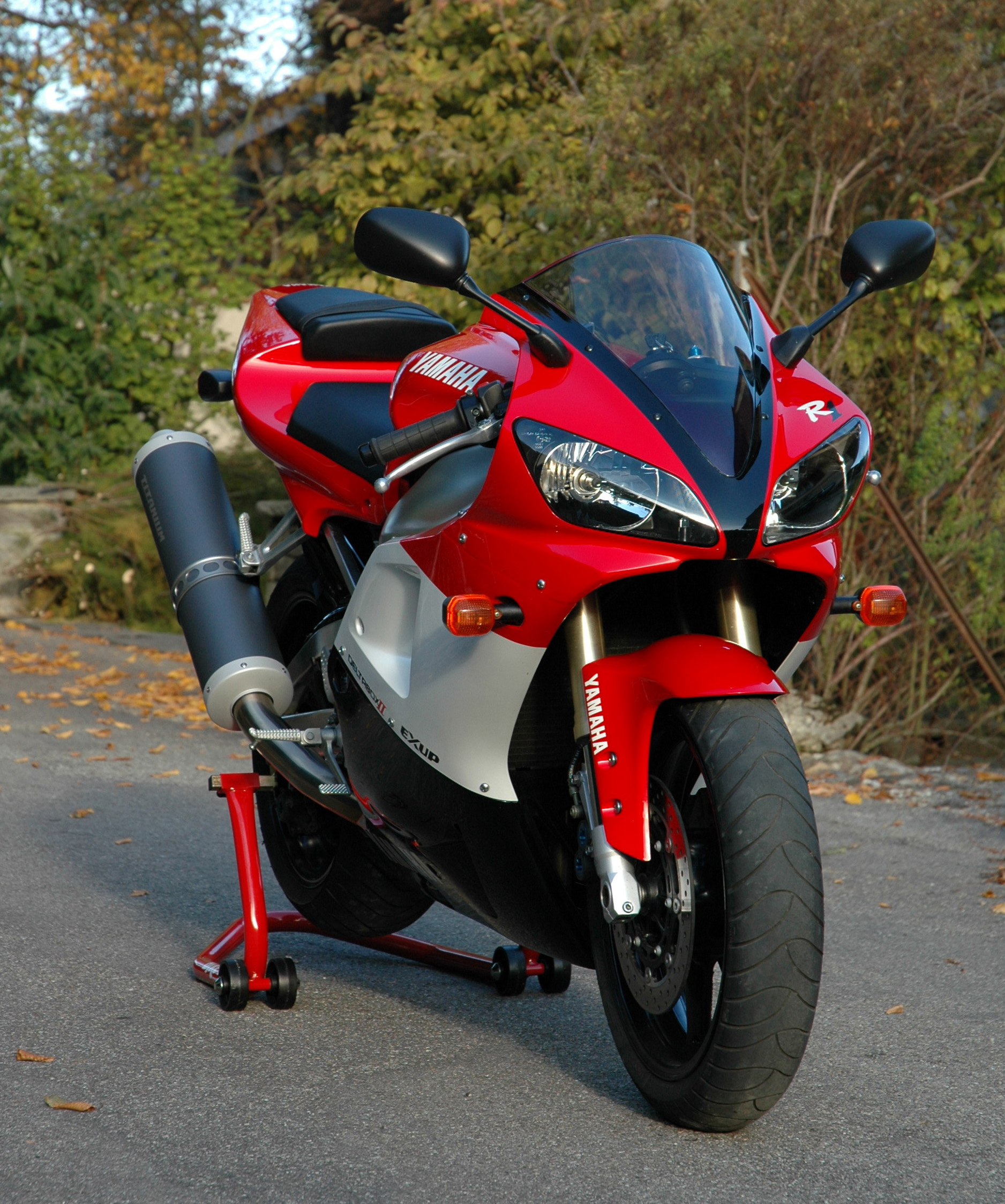
2001 YZF-R1

## 2004–2005

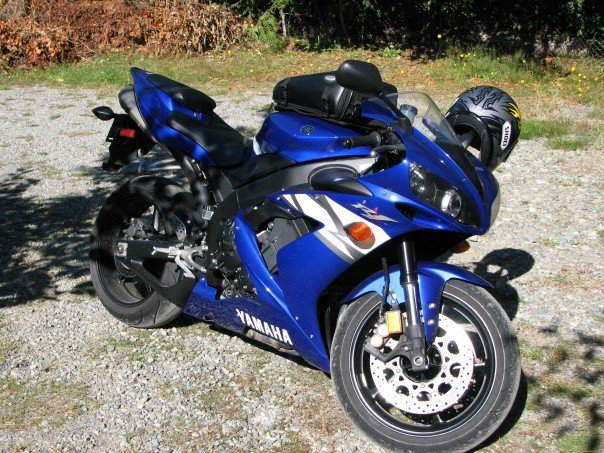
2004 YZF-R1

У конкуренції з Хондою Ямаха пристрастилась до серйозніших змін. Сюди увійшли і стилістичні зміни, такі як вихлопні труби під сидінням, і покращення робочих характеристик, включаючи радіальні гальма і, вперше в R1, інерційний наддув. Крім цього, схильність мотоцикла «вставати на диби», відома з ранніх моделей, була рішуче обмежена змінами геометрії рами і розвісовки. Абсолютно новий двигун (вже більше не використовується як елемент напруги шасі) відрізнявся розділом верхнього картера і блоку циліндрів. R1 2004 року стабільно дає 172 кінських сил на колінчатому валу (без інерційного наддува) і важить також 172 кілограми, досягаючи таким чином знаменної межі співвідношення маси і потужності 1:1. Ще одним нововведенням цього року був встановлюваний за замовчуванням амортизатор рульового механізму. У поєднанні із змінами в рамі це допомогло усунути схильність руля сильно трястися під час швидкого розгону і, особливо, при сповільненні на спуску, а також на не ідеально рівних поверхнях (що називається, «трясе, як у танку»).

## 2007–2008

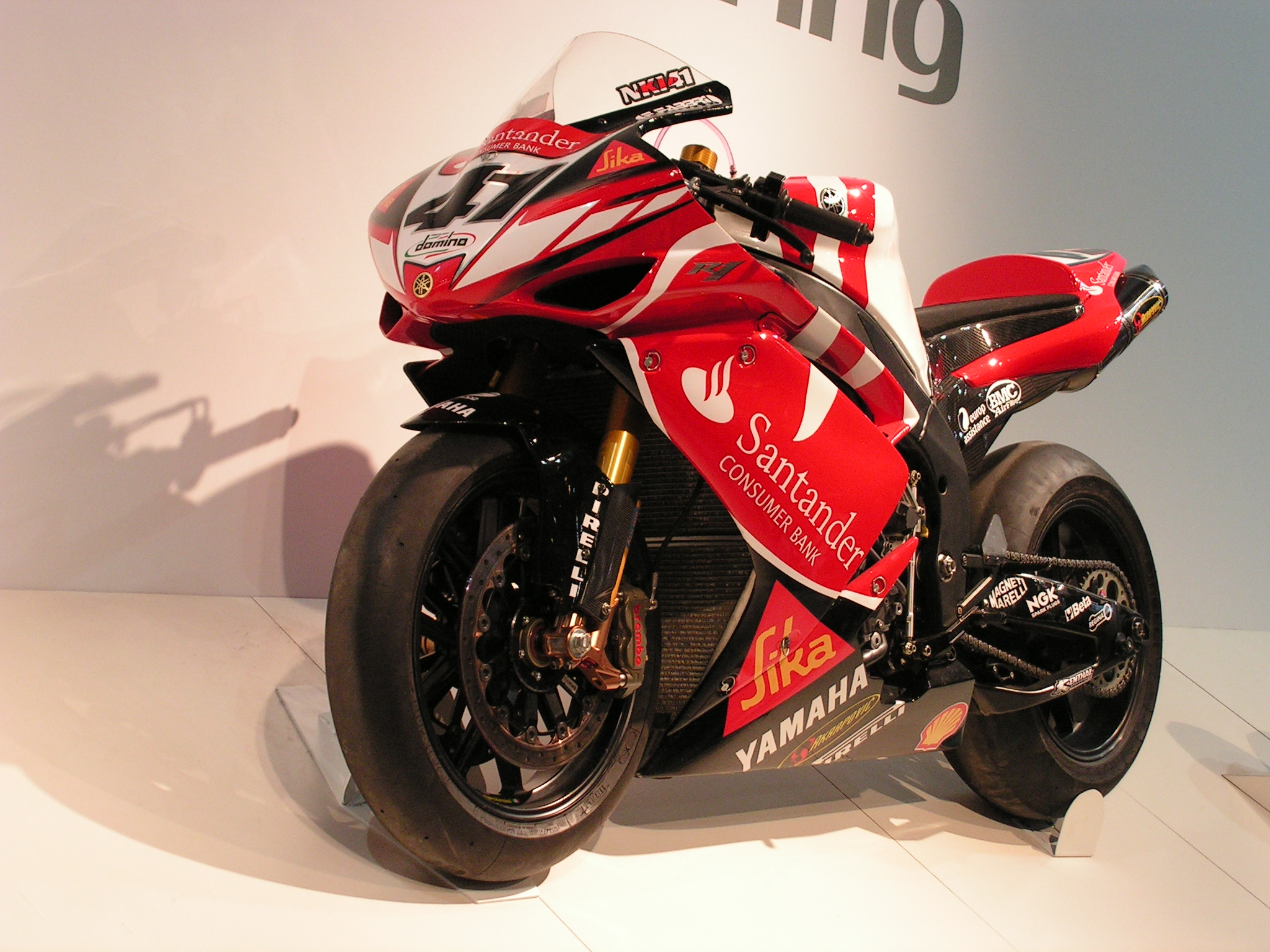
Yamaha YZF R1, на котрій Норіюкі Хага брав участь в Чемпіонаті світу Superbike.

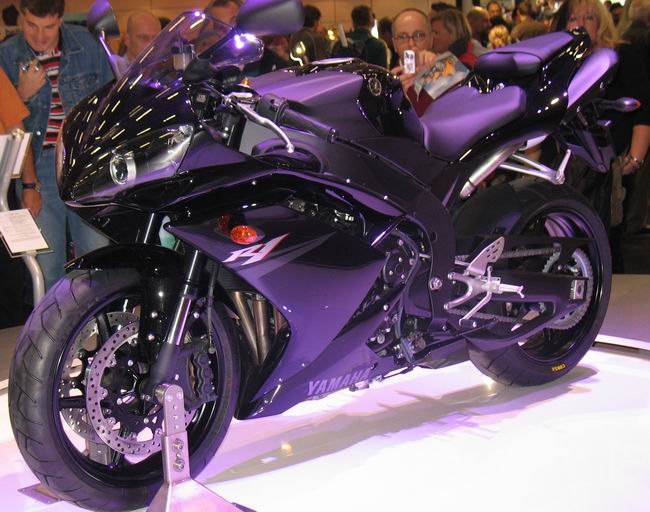

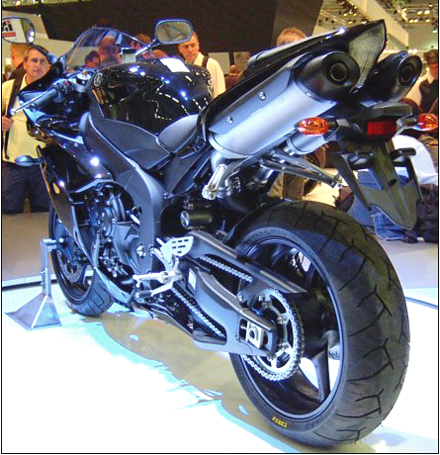

Нова модель YZF-R1 2007 була представлена 9 жовтня 2006. Ключові відмінності — повністю обновлений рядний 4-х циліндровий двигун і повернення до традиційних 4 клапанів на циліндр, попри фірмові 5 клапанів. Інші новинки — Yamaha Chip Control Intake (YCC-I) — автоматично змінювана довжина впускного колектора, Yamaha Chip Control Throttle (YCC-T) — автоматично регульований дросель, електро-дистанціне керування дросельною системою, нове зчеплення, повністю обновлені алюмінієва рама Deltabox і маятник, 6-ти поршневі радіально розташовані суппорти і 310-міліметрові гальмівні диски, ширший радіатор, і зовнішнє оформлення M1 на нових великих повітрозабірниках на передній частині обтічника. 2008 приніс систему навігації BNG і можливість купити обмежену кількість машин з пластиковим покриттям від Fiat.
Motorcycle Consumer News тестувало модель 2007 року YZF-R1 на розгін від 0 до 60 миль/год (0 до 97 км/год) за 2,94 с і від 0 до 100 миль/год (0 до 160 км/год) — 5.46 с, ¼ милі за 9,88 с при швидкості в 145,50 миль/год (234.16 км/год).

## 2009–2010
Тестування моделі 2010 року на трьоховальному треку журналом Motorcyclist такі досягнення: 1⁄4-mile (400 м) за 10,02 с при швидкості 144,23 миль/год, а максимальна швидкість 266 км/год (165 миль/год,), і витрата пального 9,4 л/100 км.